# Doha
Doha (en árabe: الدوحة‎, Ad-Dawħah; trascripción: Doha, correspondiente a la pronunciación árabe dialectal) es la capital de Catar, país situado en una pequeña península en el golfo Pérsico. Su población estimada es de 1 903 447 habitantes (2012) y las principales actividades económicas son la industria del gas y el petróleo. Cerca de Doha se encuentra la Ciudad de la Educación, zona dedicada a la investigación y la educación.
Doha fue en 2001 la sede de la primera reunión a nivel ministerial de la Ronda de Doha, esto es, las negociaciones de la Organización Mundial de Comercio con el propósito de liberalizar el comercio mundial.
Doha cuenta con un aeropuerto, el Nuevo Aeropuerto Internacional; y es la sede de la cadena de televisión Al-Jazeera, uno de los principales medios de comunicación internacionales en lengua inglesa y árabe.
En los últimos años se han celebrado en la ciudad importantes eventos deportivos como el Mundial de Natación en Piscina Corta de 2014, el de Ciclismo en Ruta de 2016, el de Gimnasia Artística de 2018, el de Atletismo de 2019; y el Mundial de Fútbol de 2022.
El 7 de diciembre de 2014, Doha es considerada como una de las Nuevas siete ciudades maravillas del mundo.

## Historia

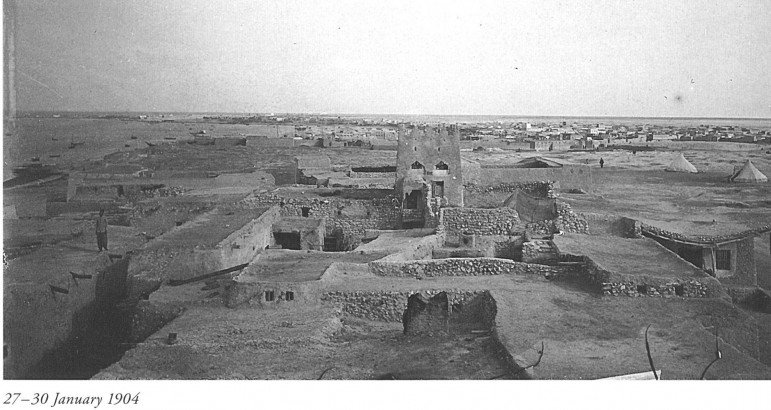
Vieja ciudad de Doha, enero de 1904.

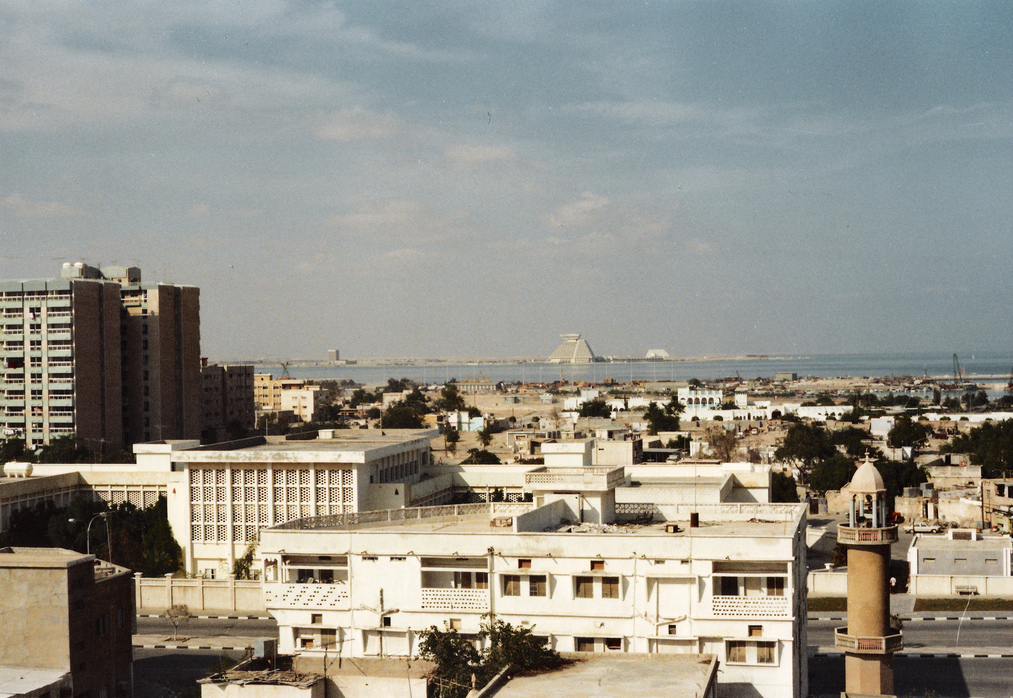
Doha en los años 1980.

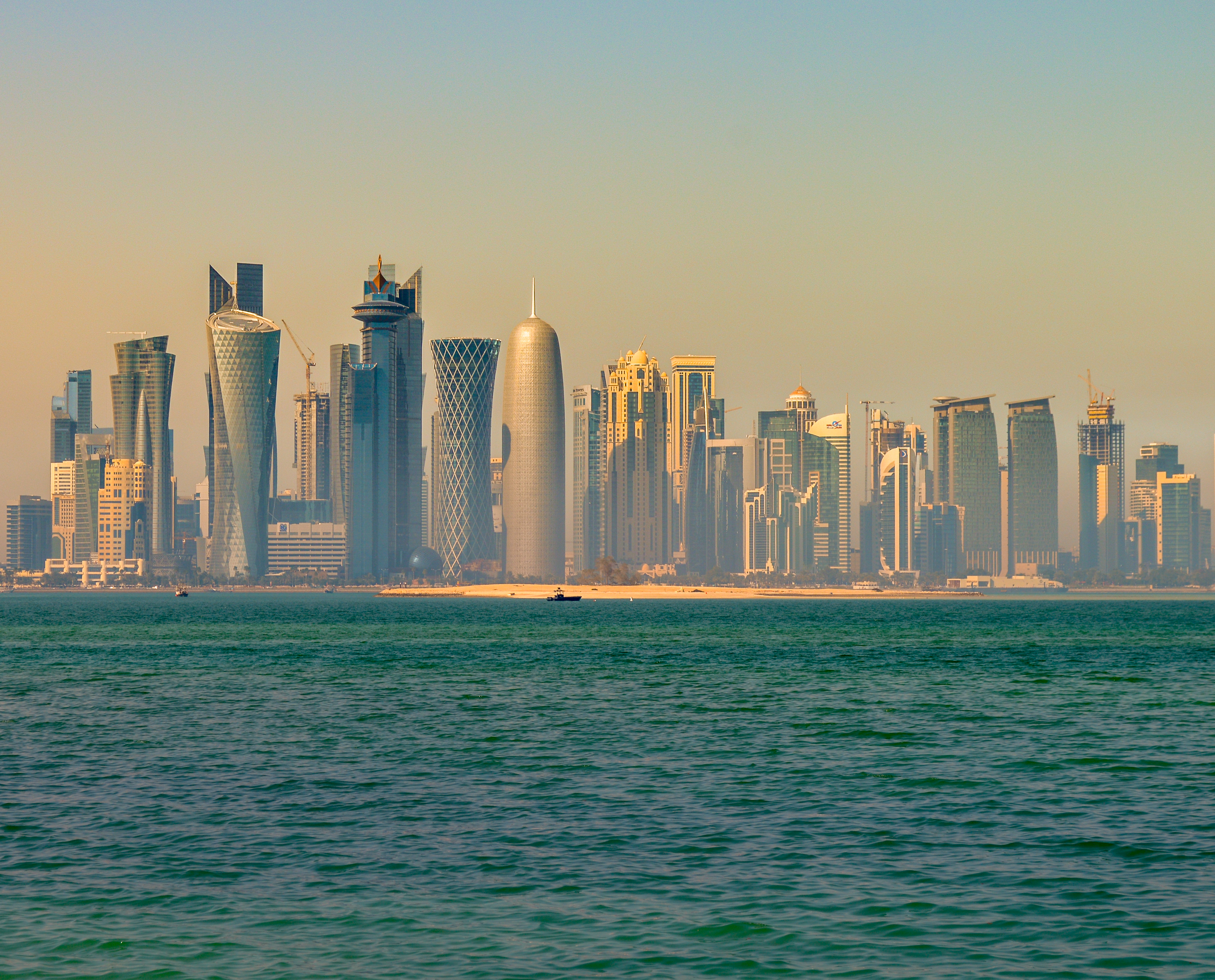
Doha vista desde la bahía, en 2014.

En 1825, la ciudad de Doha fue fundada bajo el nombre de Al-Bida. El nombre de "Doha" proviene de la palabra árabe(دوحة), Ad-Dawhah que significa: "El Gran Árbol". La referencia es a un árbol prominente que debe haber crecido en el lugar donde surgió el pueblo de pescadores original, en la costa oriental de la península de Catar. También podría haber sido derivado de "Dohat" - en árabe, bahía o golfo - refiriéndose a la zona de costa que rodea la Bahía de Doha. En ese mismo año, durante la guerra entre Catar y Baréin, Doha había sido severamente dañada y Abu Dabi estaba ayudando a Baréin. En 1882, Al Rayyan construyó la fortaleza de Al Wajbah, en el suroeste de Doha. Al año siguiente, el jeque Qassim condujo un ejército de Catar a la victoria contra los otomanos.
La ciudad fue capital del protectorado británico de Catar en 1916, y cuando el país obtuvo su independencia en 1971.

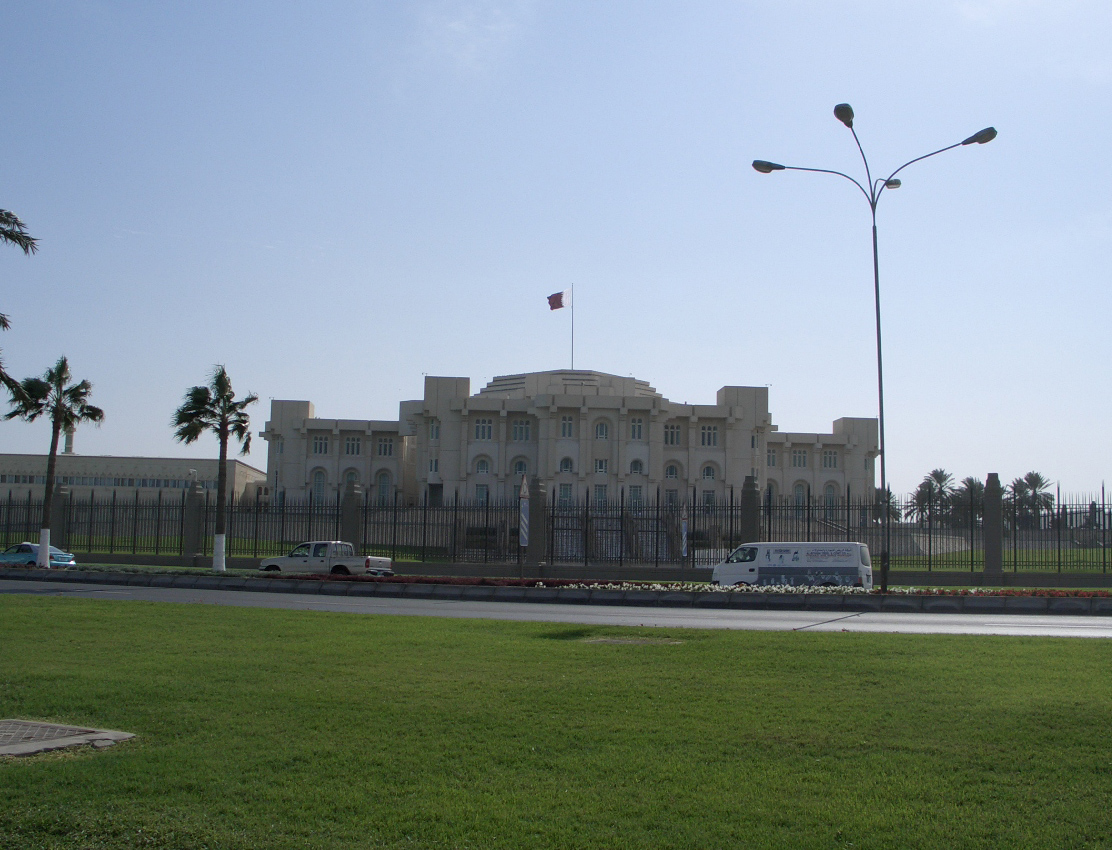
El Emiri Dwan.

En 1917, la fortaleza de Al-Kout, que se encuentra en el centro de la ciudad, fue construida por el Jeque Abdulla Bin Qasim Al-Thani. Durante el siglo XX, gran parte de la economía de Catar dependía de la pesca y la recolección de perlas. En Doha había unos 350 barcos de pesca de perlas. Sin embargo, después de la introducción de las perlas cultivadas japonesas en la década de 1930, toda la región, incluyendo la ciudad de Doha, sufrió una fuerte crisis y Catar se hundió en la pobreza. Esto duró hasta que, a finales de 1930, se descubriese la inmensa cantidad de petróleo que hay en Catar. No obstante, la explotación y la exportación se detuvo debido a la Segunda Guerra Mundial. Hoy en día, la nación en su conjunto produce más de 800 000 barriles de petróleo diarios. En 1969 abrió la Casa de Gobierno, que es muy destacada en Catar.
La primera mención de Al Bida en las fuentes inglesas apareció en 1765, en un mapa de Carsten Niebhur, en la que Al Bida se conoce como Guttur. Carsten no había visitado Catar personalmente, y se había basado en el conocimiento de los árabes locales y de los marineros ingleses para completar esta sección de su mapa. En el siglo XIX, Doha era poco más que un pequeño pueblo de pescadores conocido como Al Bida.
Sin embargo, por muy pequeño que fuese Al Bida, el lugar no se libró de ser bombardeado por el buque británico Vestal en 1821, después de que la ciudad hubiese considerado haber roto un tratado general de paz. Fueron bombardeados de nuevo en 1841 después de que Al-Suwaidi, el jefe de los sudaneses que luego gobernó Al Bidda, fuese acusado de actuar fuera de la ley. El pueblo fue destruido en 1847 después de que su líder - Bin Tarif Bin Salamah - hubiese muerto en la batalla contra el califa de Baréin cerca de Fuweirat. Estas importantes perturbaciones también fueron probablemente marcadas por los ataques habituales de los nómadas beduinos y otras incursiones.
En algún momento después de la destrucción de la familia Al Thani, el residente británico visitó la aldea y se encontró con que Sahikh Mohammed Al Thani era entonces jefe de Doha. Doha era una ciudad cercana a Al Bida, y entre Al Bida y Doha, la capital de Catar iba a ser establecida en Doha o en Al Wakra.
Los cataríes fueron atacados de nuevo por Baréin en 1867, con la ayuda de Abu Dhabi. Doha y Al Wakra intentaron tomar represalias en una batalla naval muy sangrienta. Los británicos, que deseaban evitar perturbaciones del comercio y a quienes molestaba que los califas de Baréin hubiesen roto un tratado que prohibía la guerra marítima en la zona, llegaron a Catar y fueron recibidos por el jefe de Al Bida, Sahikh Mohamad Bin Thani, en nombre de "todos los jeques y tribus" de la península catarí. Esta reunión fue, finalmente, para dirigir a Catar y convertirse en un Estado-nación en el marco de Al Thanis. Durante un tiempo, los otomanos tomaron el control del país, con base en Doha, con la aquiescencia de Qassim Al-Thani, que deseaba consolidar su control de la zona. Sin embargo, el desacuerdo sobre tributos y la interferencia en los asuntos internos llevaron a la batalla en 1893. Los otomanos fueron derrotados y se retiraron a su fortín en el centro de Doha, donde permanecieron hasta que finalmente fueron echados durante la Primera Guerra Mundial. En parte como resultado de la salida de los otomanos, Catar fue un protectorado británico formal en 1916, con Doha como su capital.
Durante el principio del siglo XX, Doha tenía una población de alrededor de 12 000 y cerca de 350 barcos pescadores de perlas. Sin embargo, el crecimiento del comercio de perlas cultivadas de Japón comenzó a afectar a la región, y esto se vio agravado por la depresión de la década de 1930.
La mayoría de los edificios, en aquel momento, todavía eran simples viviendas de una o dos habitaciones, construidas de barro, piedra y coral. Sin embargo, los emires de Catar no se hicieron esperar en la explotación de la riqueza recién descubierta, y los barrios pobres fueron arrasados rápidamente para ser reemplazados por edificios más modernos. Al igual que con otros países de la región, en este afán de modernizarse gran parte del patrimonio del país se perdió, y en Doha ahora solamente queda una única torre de viento. El asombroso desarrollo de Doha, y la forma cambiante de la bahía, se puede ver hasta hoy en el Museo Nacional de Catar. Doha fue un puerto de cierta relevancia local. Sin embargo, las aguas poco profundas de la bahía impidieron que barcos más grandes entraran en el puerto hasta la década de 1970, cuando se completó su puerto moderno de aguas profundas. Otros cambios siguieron con la recuperación de grandes extensiones de tierra, lo que llevó a la bahía en forma de medialuna actual.
En 1973 la Universidad de Catar abrió sus puertas, y en 1975 el Museo Nacional de Catar fue inaugurado en lo que fue originalmente el Palacio del Gobernante en 1912. La cadena árabe Al-Jazeera de televisión (canal de noticias) comenzó a emitir desde Doha en 1996.
Para el año 2010 Catar tenía una población de 1 696 563, siendo uno de los países de más rápido desarrollo del mundo.

## Clima
Doha cuenta con un clima desértico. Está situado en la península arábiga, y como tal, su clima es muy cálido. Entre abril y noviembre las temperaturas máximas superan los 30 °C (86 °F); pero el calor más sofocante se concentra entre junio y agosto, con temperaturas máximas que siempre superan los 37 °C (99 °F), aunque no es habitual que se superen los 44 °C (111 °F), mientras que las temperaturas mínimas varían de 26 °C (79 °F) hasta 34 °C (93 °F) en los días de mayor bochorno. La sensación térmica es aún mayor debido a los valores de humedad relativa que son muy elevados; el punto de rocío promedia 28 °C en agosto y no es raro que traspase el umbral de los 30 °C (86 °F) en verano. Durante todo el año las precipitaciones son muy escasas, concentradas en el invierno, con un acumulado anual que promedia los 75,2 mm Los inviernos son templados durante el día y frescos a fríos en la noche, aunque la temperatura rara vez desciende por debajo de 10 °C (50 °F).
| Parámetros climáticos promedio de Doha, Catar (1962-2013)                   | Parámetros climáticos promedio de Doha, Catar (1962-2013) | Parámetros climáticos promedio de Doha, Catar (1962-2013) | Parámetros climáticos promedio de Doha, Catar (1962-2013) | Parámetros climáticos promedio de Doha, Catar (1962-2013) | Parámetros climáticos promedio de Doha, Catar (1962-2013) | Parámetros climáticos promedio de Doha, Catar (1962-2013) | Parámetros climáticos promedio de Doha, Catar (1962-2013) | Parámetros climáticos promedio de Doha, Catar (1962-2013) | Parámetros climáticos promedio de Doha, Catar (1962-2013) | Parámetros climáticos promedio de Doha, Catar (1962-2013) | Parámetros climáticos promedio de Doha, Catar (1962-2013) | Parámetros climáticos promedio de Doha, Catar (1962-2013) | Parámetros climáticos promedio de Doha, Catar (1962-2013) |
| Mes                                                                         | Ene.                                                      | Feb.                                                      | Mar.                                                      | Abr.                                                      | May.                                                      | Jun.                                                      | Jul.                                                      | Ago.                                                      | Sep.                                                      | Oct.                                                      | Nov.                                                      | Dic.                                                      | Anual                                                     |
| --------------------------------------------------------------------------- | --------------------------------------------------------- | --------------------------------------------------------- | --------------------------------------------------------- | --------------------------------------------------------- | --------------------------------------------------------- | --------------------------------------------------------- | --------------------------------------------------------- | --------------------------------------------------------- | --------------------------------------------------------- | --------------------------------------------------------- | --------------------------------------------------------- | --------------------------------------------------------- | --------------------------------------------------------- |
| Temp. máx. abs. (°C)                                                        | 31.2                                                      | 36.0                                                      | 41.5                                                      | 46.0                                                      | 47.7                                                      | 49.0                                                      | 50.4                                                      | 48.0                                                      | 45.5                                                      | 43.4                                                      | 38.0                                                      | 32.2                                                      | 50.4                                                      |
| Temp. máx. media (°C)                                                       | 22.0                                                      | 23.4                                                      | 27.3                                                      | 32.5                                                      | 38.8                                                      | 41.6                                                      | 41.9                                                      | 40.9                                                      | 38.9                                                      | 35.4                                                      | 29.6                                                      | 24.4                                                      | 33.0                                                      |
| Temp. media (°C)                                                            | 17.5                                                      | 18.5                                                      | 21.7                                                      | 26.4                                                      | 31.8                                                      | 34.5                                                      | 35.3                                                      | 34.8                                                      | 32.8                                                      | 29.5                                                      | 24.6                                                      | 19.6                                                      | 27.3                                                      |
| Temp. mín. media (°C)                                                       | 13.5                                                      | 14.4                                                      | 17.3                                                      | 21.4                                                      | 26.1                                                      | 28.5                                                      | 30.2                                                      | 30.0                                                      | 27.7                                                      | 24.6                                                      | 20.4                                                      | 15.6                                                      | 22.5                                                      |
| Temp. mín. abs. (°C)                                                        | 3.8                                                       | 5.0                                                       | 8.2                                                       | 10.5                                                      | 15.2                                                      | 21.0                                                      | 23.5                                                      | 22.4                                                      | 20.3                                                      | 16.6                                                      | 11.8                                                      | 6.4                                                       | 3.8                                                       |
| Precipitación total (mm)                                                    | 13.2                                                      | 17.1                                                      | 16.1                                                      | 8.7                                                       | 3.6                                                       | 0.0                                                       | 0.0                                                       | 0.0                                                       | 0.0                                                       | 1.1                                                       | 3.3                                                       | 12.1                                                      | 75.2                                                      |
| Días de precipitaciones (≥ 1.0 mm)                                          | 1.7                                                       | 2.1                                                       | 1.8                                                       | 1.4                                                       | 0.2                                                       | 0.0                                                       | 0.0                                                       | 0.0                                                       | 0.0                                                       | 0.1                                                       | 0.2                                                       | 1.3                                                       | 8.8                                                       |
| Horas de sol                                                                | 244.9                                                     | 224.0                                                     | 241.8                                                     | 273.0                                                     | 325.5                                                     | 342.0                                                     | 325.5                                                     | 328.6                                                     | 306.0                                                     | 303.8                                                     | 276.0                                                     | 241.8                                                     | 3432.9                                                    |
| Humedad relativa (%)                                                        | 71                                                        | 70                                                        | 63                                                        | 52                                                        | 44                                                        | 41                                                        | 49                                                        | 55                                                        | 62                                                        | 63                                                        | 66                                                        | 71                                                        | 59                                                        |
| Fuente: Qatar Meteorological Department (Normales Climatológicas 1962–2013) |                                                           |                                                           |                                                           |                                                           |                                                           |                                                           |                                                           |                                                           |                                                           |                                                           |                                                           |                                                           |                                                           |

## Demografía
Las demografía de Doha es similar a la Dubái, la mayoría de los residentes son extranjeros; los nacionales de Catar forman una minoría. La mayor parte de los expatriados en Catar son de países del sur de Asia, principalmente Pakistán, India, Sri Lanka, Nepal, Filipinas, Bangladés e Indonesia, con gran cantidad de expatriados también procedentes de los países árabes de la costa del este y norte de África, y Asia Oriental. Doha acoge a una considerable comunidad de expatriados del Reino Unido, Estados Unidos, Canadá, Francia, Sudáfrica, México y Australia.
Cada mes, miles de personas emigran a Catar, y como resultado Doha ha sido testigo de las tasas de crecimiento explosivo de la población.La población de Doha se sitúa actualmente en alrededor de un dos millones, con la población de la ciudad a más del doble en la última década. Debido a la gran afluencia de extranjeros, el mercado inmobiliario de Catar vio una escasez de oferta que condujo a un aumento de los precios y aumento de la inflación. La brecha en el mercado de la vivienda entre la oferta y la demanda se ha reducido; sin embargo, los precios de las propiedades han caído en algunas zonas después de un período que vio las rentas triplicarse en algunas áreas.
Varias iglesias han sido construidas recientemente en Doha, tras los decretos del emir de la asignación de tierras a las iglesias. En marzo de 2008 se abrió la primera iglesia católica en Doha, Nuestra Señora del Rosario. Como señal de respeto a los locales (musulmanes) de la población [cita requerida] no se muestran símbolos cristianos en la parte exterior del edificio. Hoy en día existen varias iglesias en Doha, incluida la Iglesia Ortodoxa Malankar, Marthomite Iglesia, la Iglesia de CSI, la Iglesia siro-malankar y la Iglesia Pentecostal.
| Año  | Población | Metropolitana |
| ---- | --------- | ------------- |
| 1986 | 217 294   | -             |
| 1992 | 313 639   | -             |
| 2001 | 299 300   | -             |
| 2004 | 339 847   | 612 707       |
| 2005 | 400 501   | -             |
| 2009 | 998 561   | 1 723 064     |

## Economía
Gran parte del petróleo de Catar y la riqueza de gas natural es visible en Doha, que es el centro económico de Catar. Doha es la sede de las principales empresas de petróleo y gas del país, tales como Qatar Petroleum, Qatargas, RasGas. Aunque la economía de Doha se basa en los ingresos del petróleo y el gas natural, el gobierno de Catar está tratando de diversificar la economía del país con el fin de alejarse de esta dependencia de los recursos naturales. Como resultado de esta estrategia, Doha está experimentando importantes cambios resultado del programa de modernización Sheikh Hamad bin Khalifa.
Al igual que la cercana ciudad de Dubái en los Emiratos Árabes Unidos, la economía de Doha se está alejando de su dependencia del petróleo, aunque a diferencia de Dubái, el enfoque principal de Doha no es el turismo. Doha muestra un enorme crecimiento, viendo su población fuertemente incrementada en los últimos años, lo que ha provocado un auge en el sector inmobiliario, con subida de los precios de bienes raíces. Según un informe de la BBC de finales de enero de 2007, Doha es más cara que Dubái en términos de precios de bienes raíces. Esta tasa de crecimiento ha dado lugar a proyectos como el proyecto Lusail Ciudad, que se está construyendo al norte de Doha y, finalmente, albergará 200.000 personas. La construcción también está en auge en Doha como resultado del aumento de la actividad empresarial y comercial en la ciudad. Esto es más visible con el horizonte cambiante de la ciudad: como ejemplo, Doha tiene más de 50 torres en construcción, la mayor de las cuales es el complejo Torres de Dubái. Al mismo tiempo, 39 nuevos hoteles se están uniendo a un mercado turístico en pleno auge en Catar, que añadió cerca de 9000 nuevas habitaciones en 2009.
Qatar Airways tiene su sede en la Torre de Qatar Airways en Doha.
Algunos de los proyectos clave en Doha incluyen:
- La Perla
- Lusail
- Dubái Towers - Doha
- Centro Internacional de Convenciones de Doha
- Nuevo Aeropuerto Internacional Hamad

## Galería

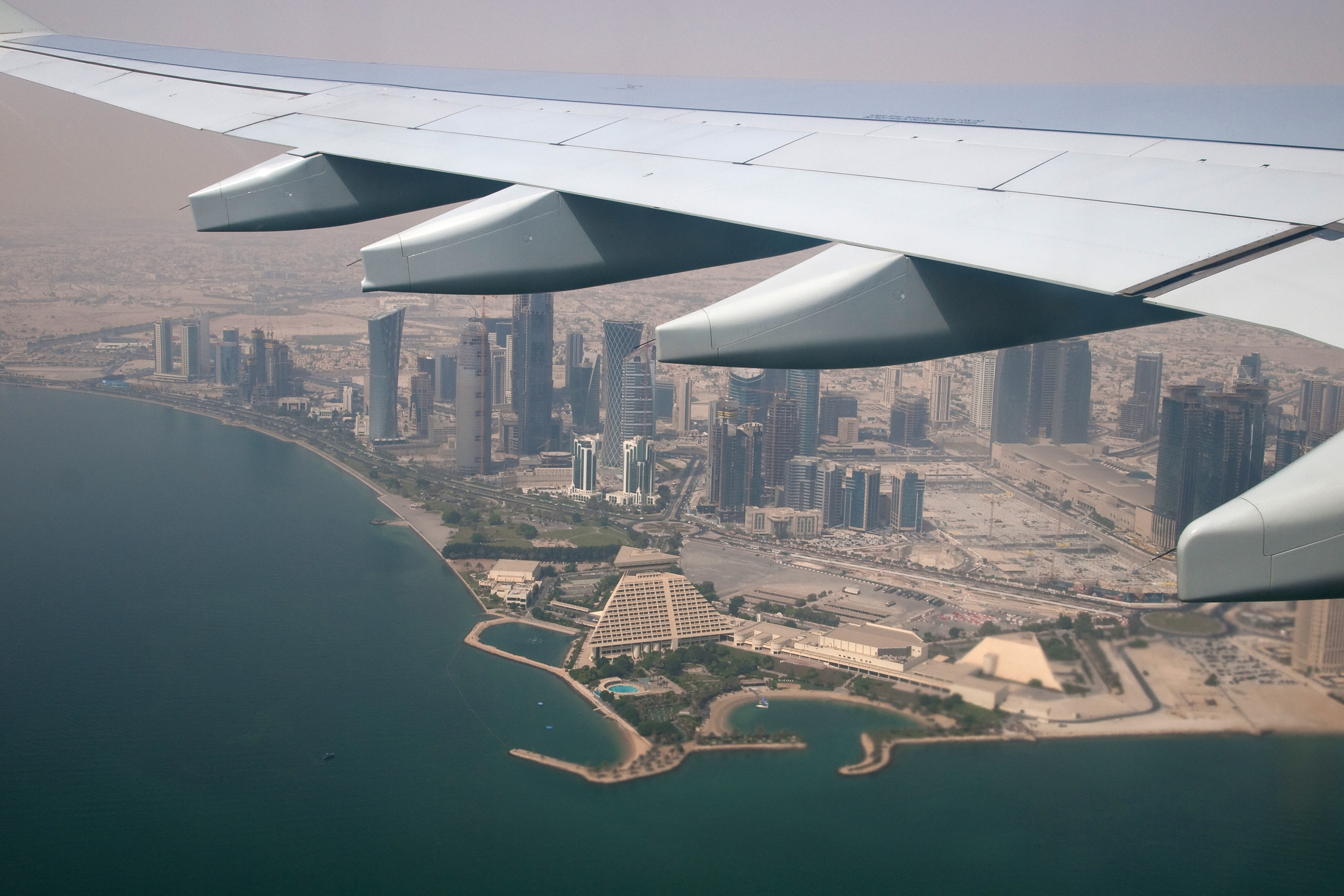
Vista aérea
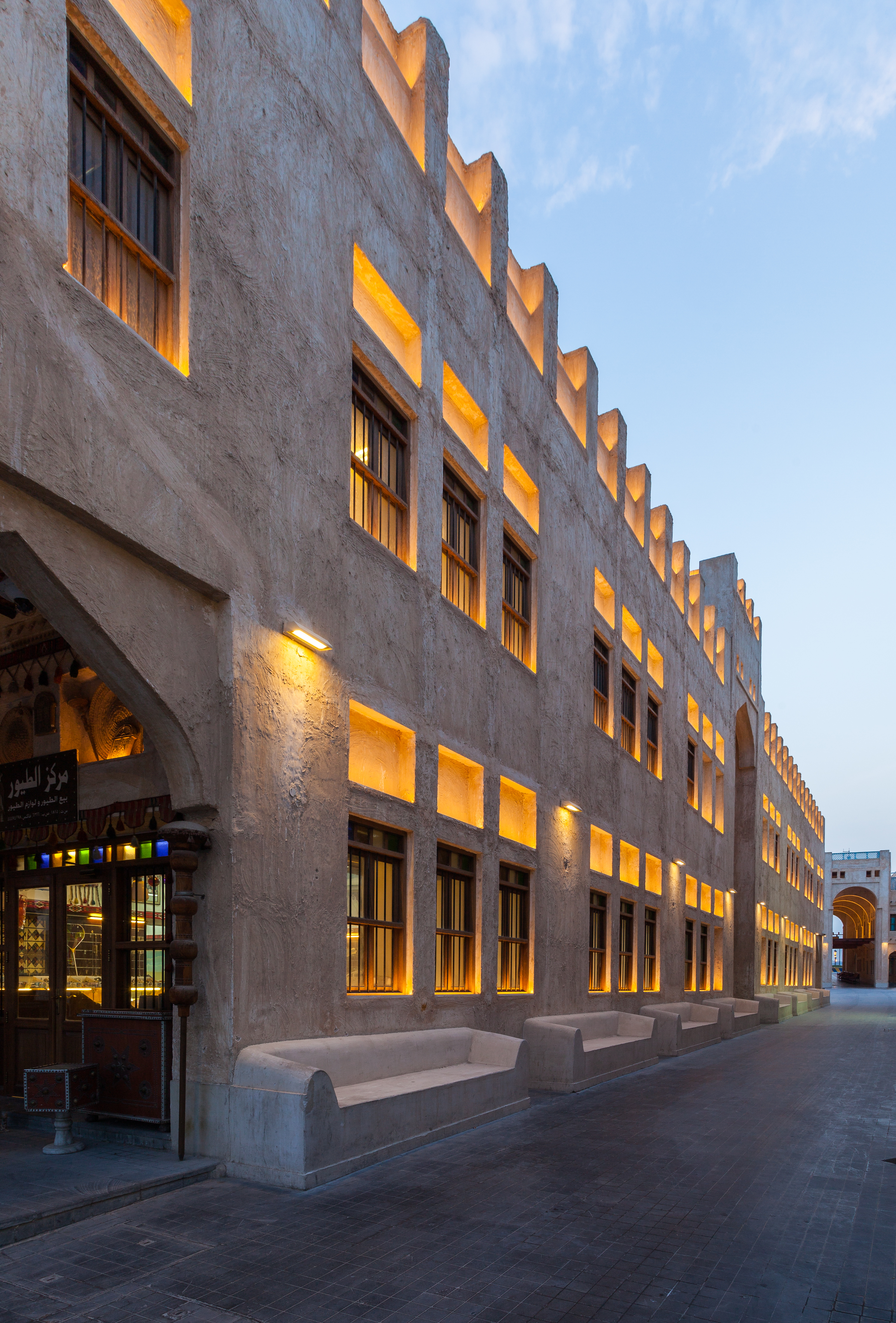
Souq Waqif de noche.
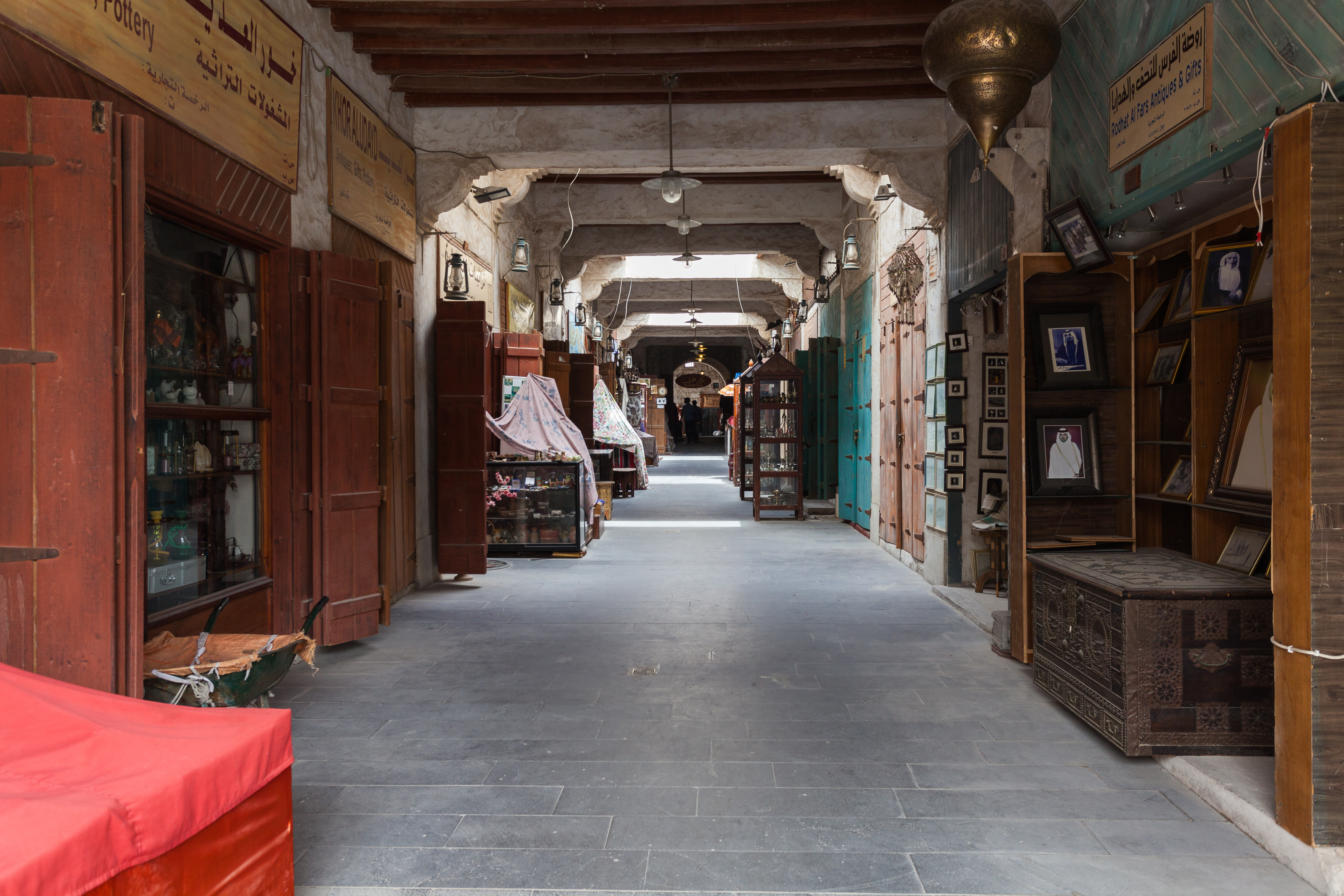
Tiendas en Souq Waqif.
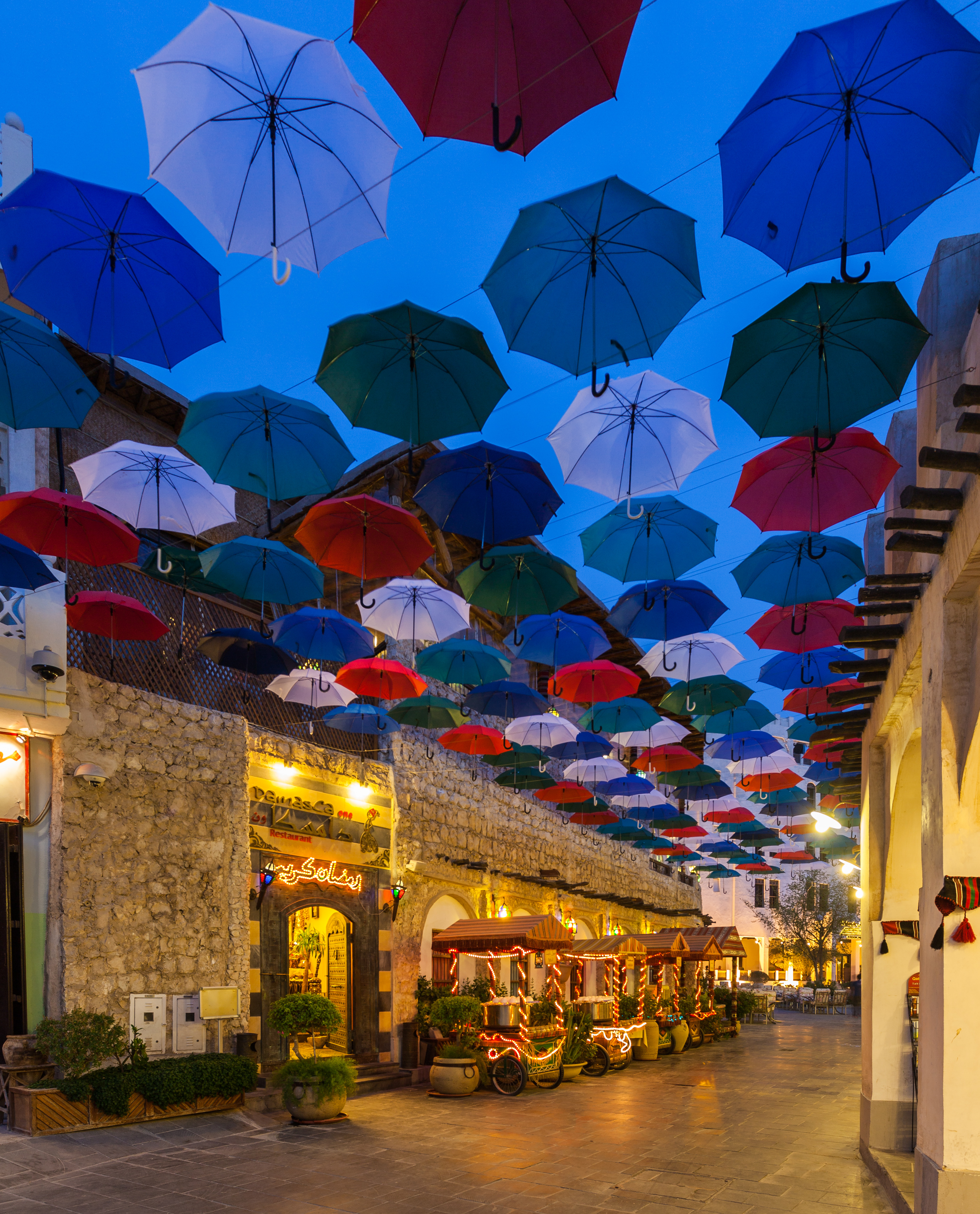
Souq Waqif, Doha.
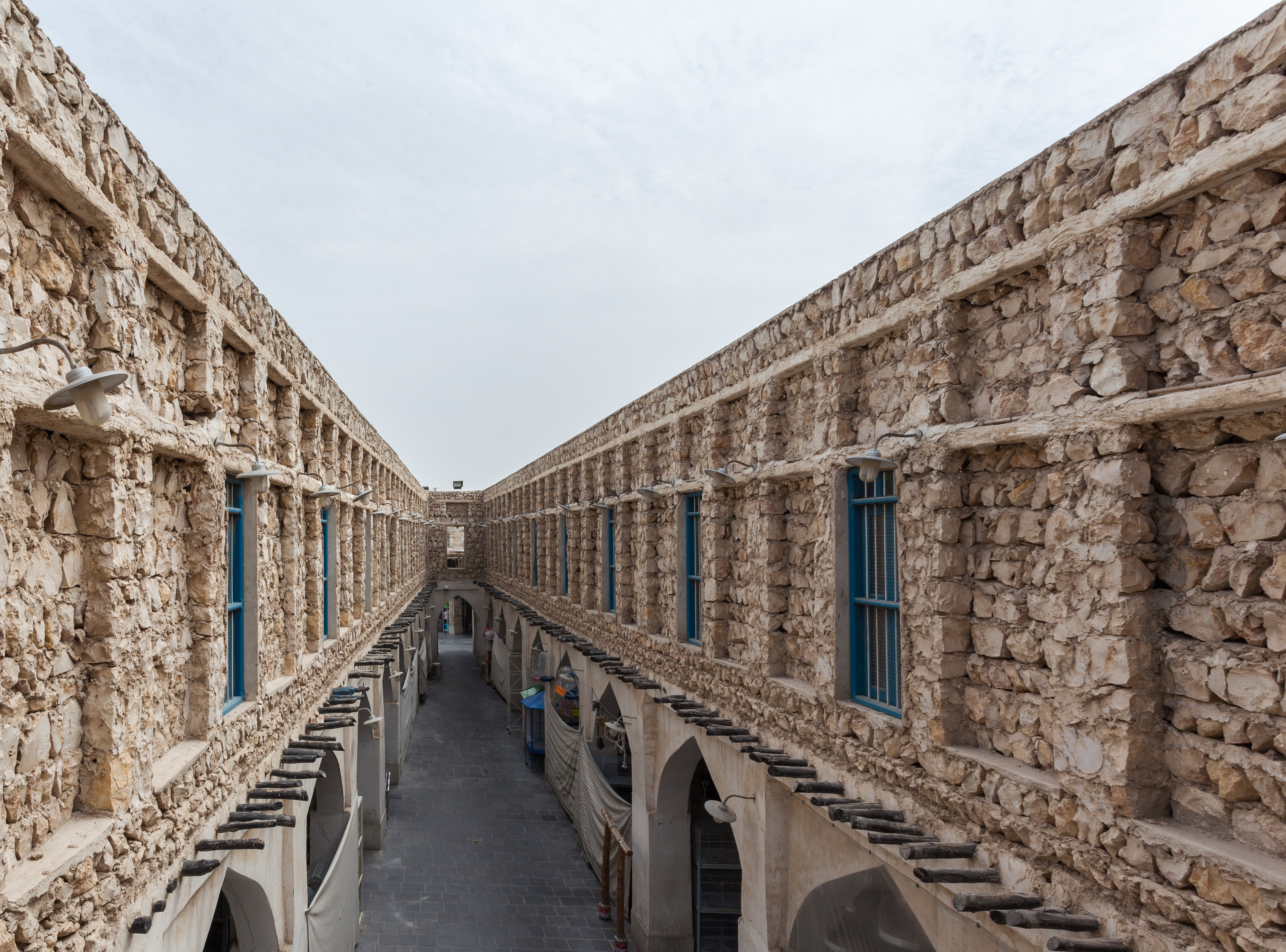
Calle en Souq Waqif.
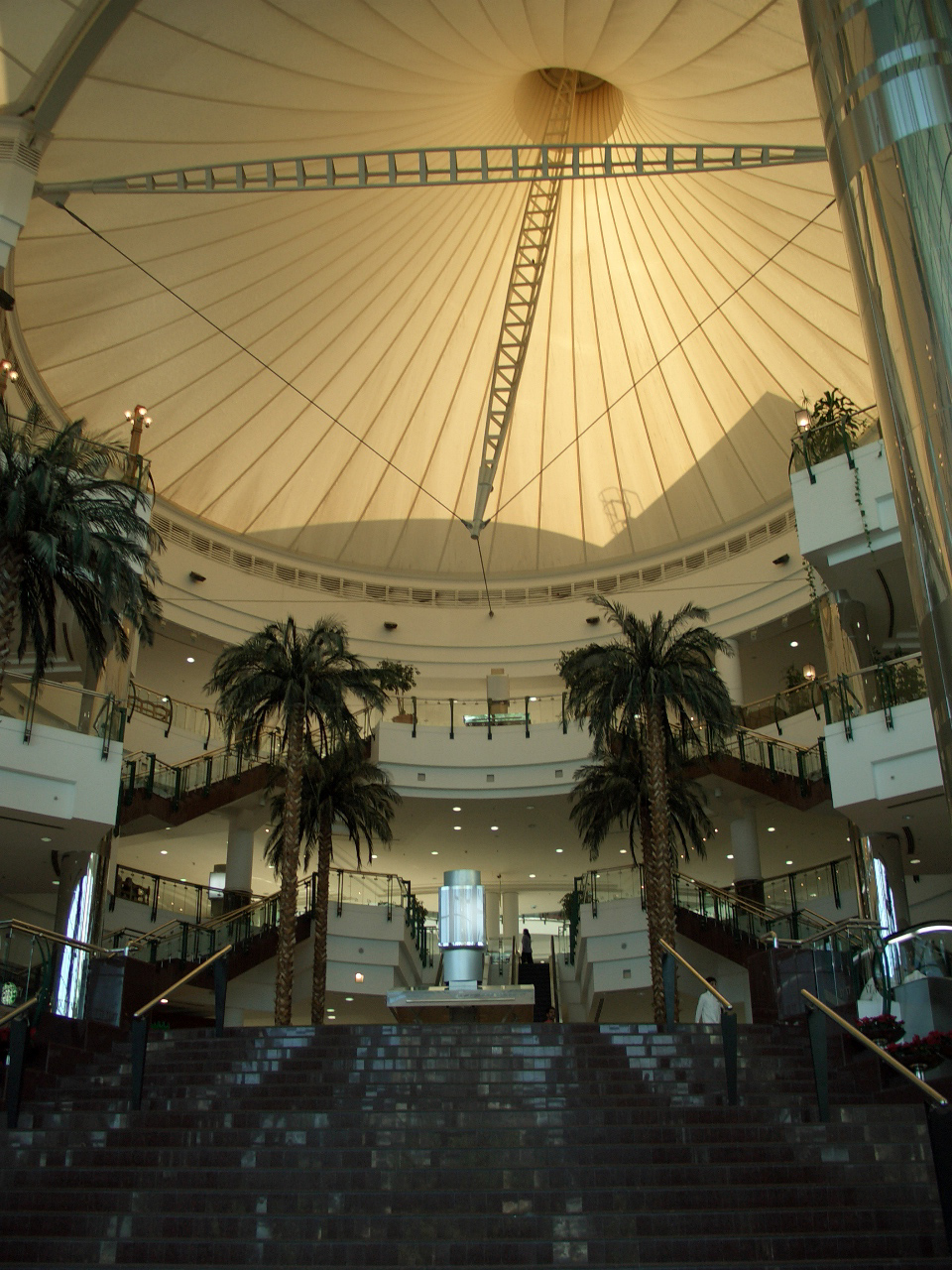
Centro Comercial de Doha.
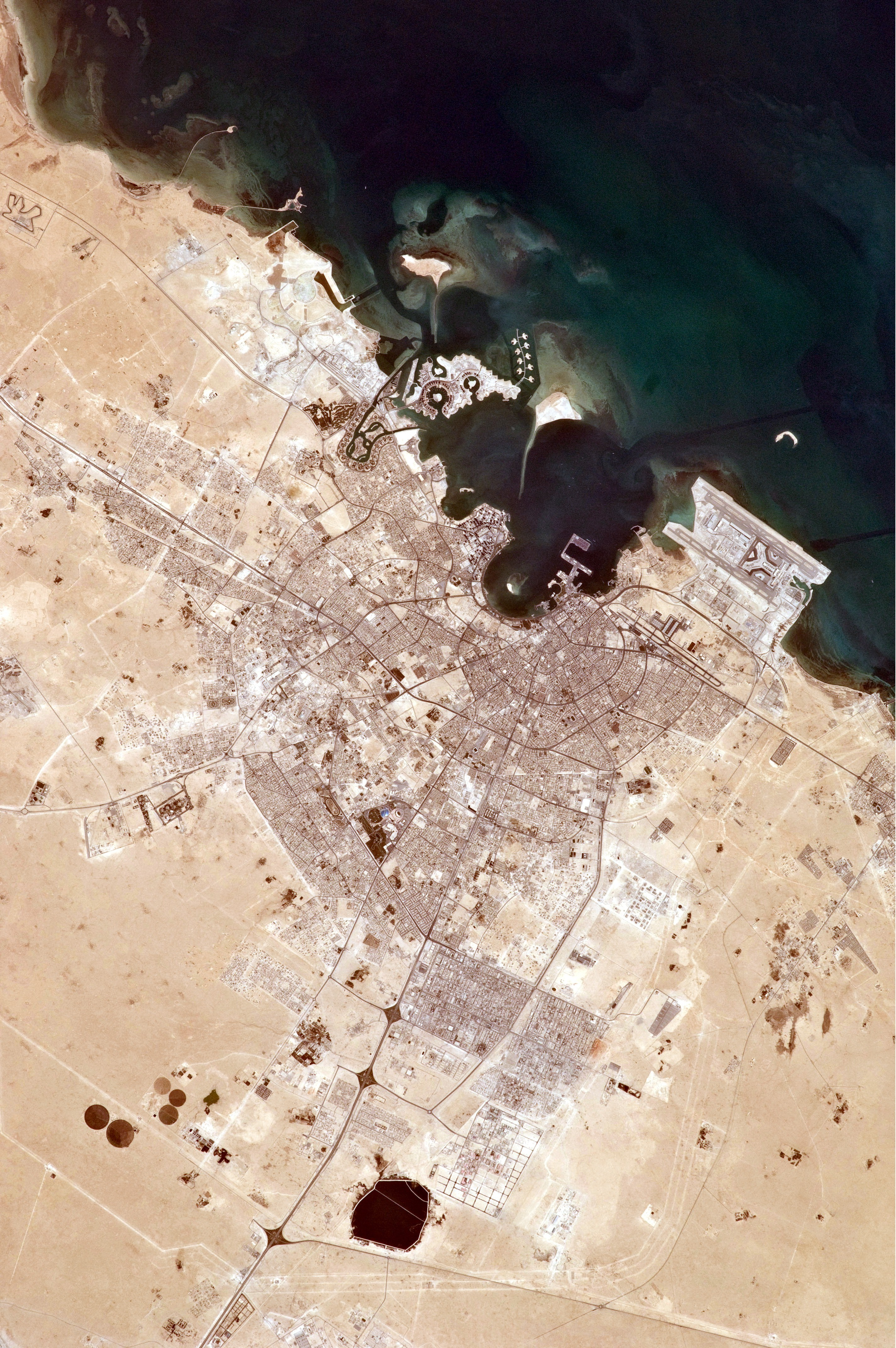
Las zonas nuevas y antiguas de Doha son visibles desde la Estación Espacial Internacional.
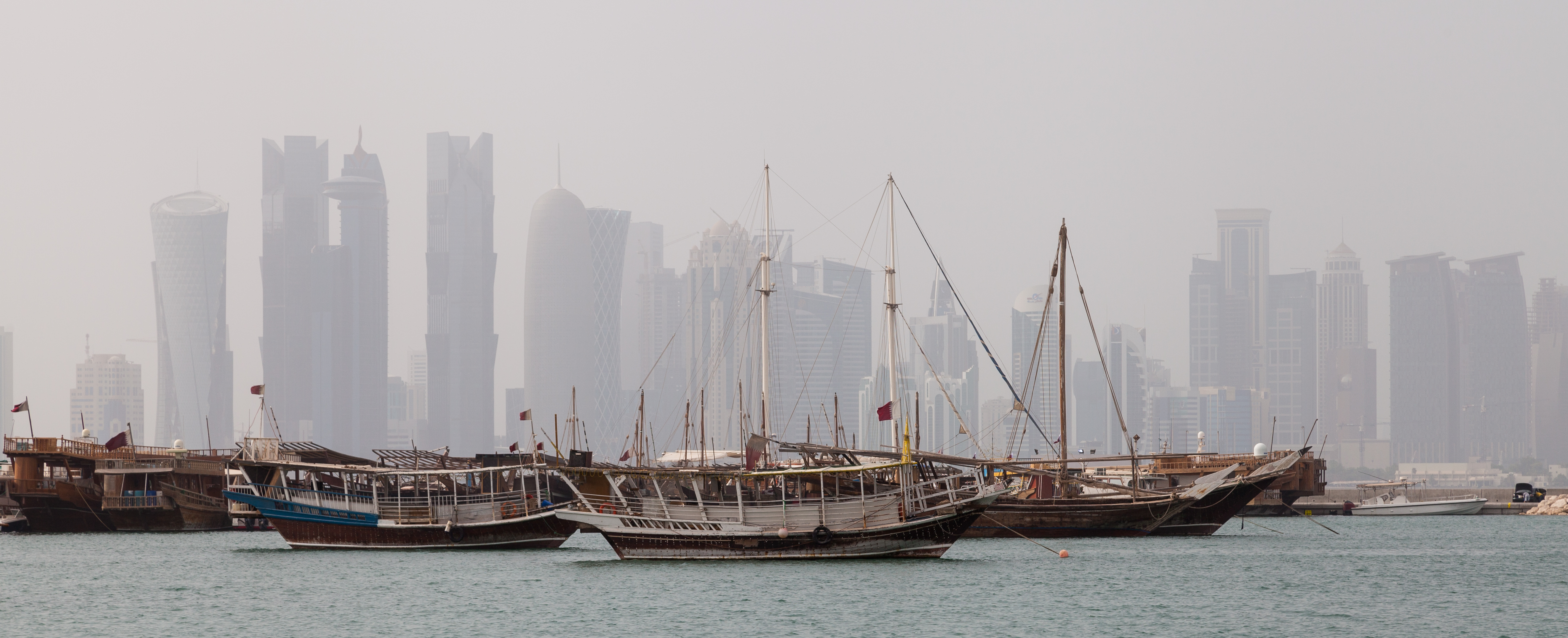
Bahía de Doha.
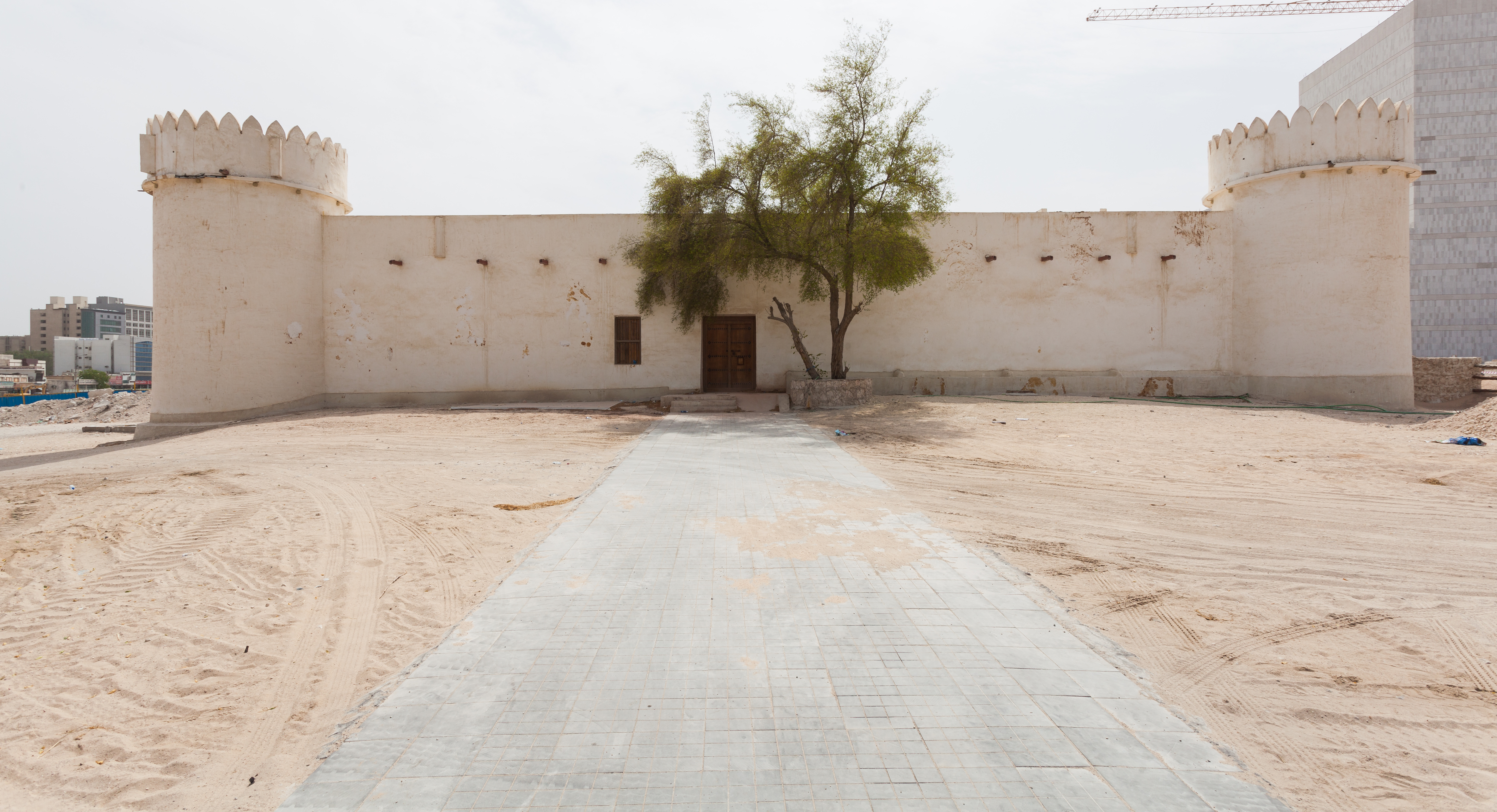
Fuerte Al Koot.
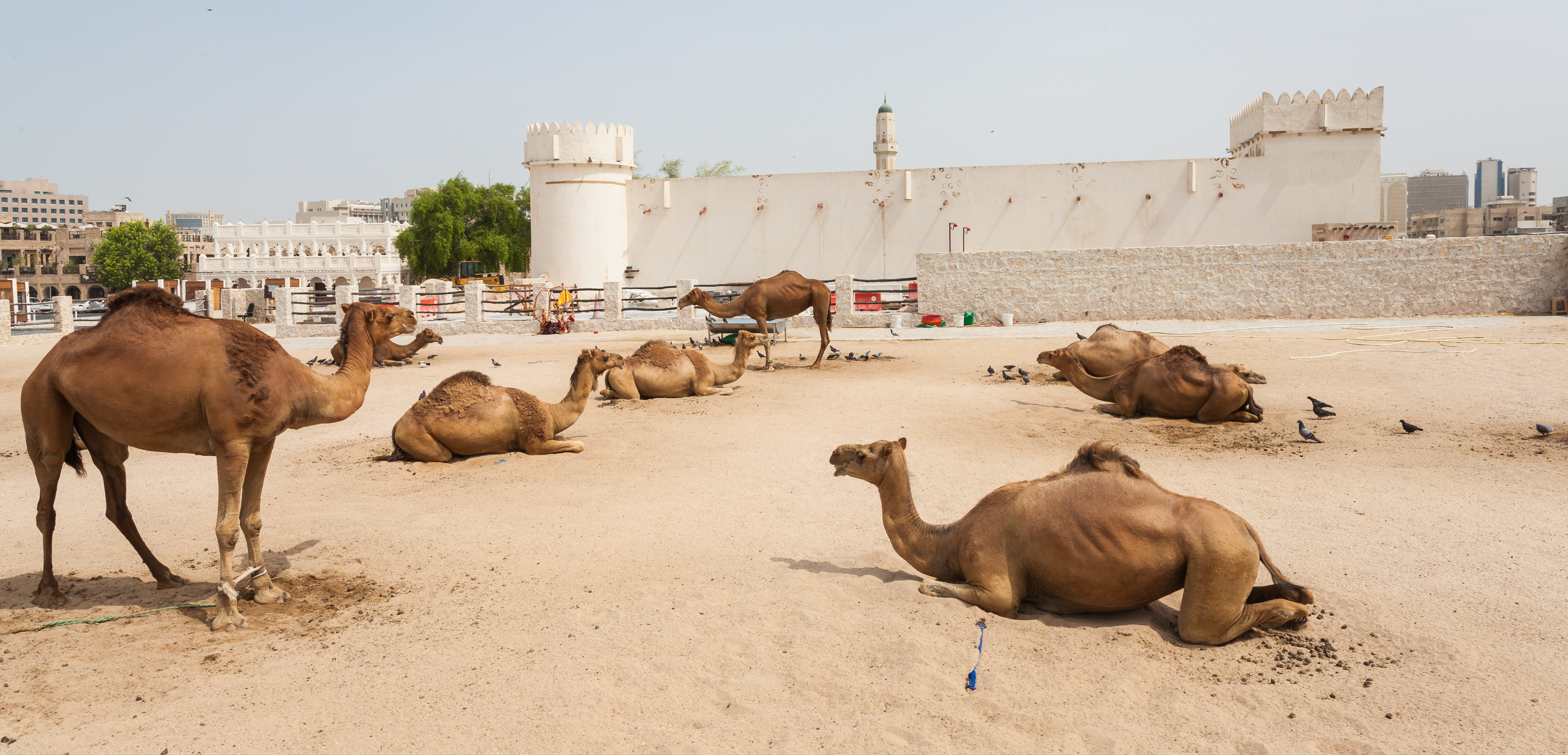
Dromedarios en el Fuerte Al Koot.
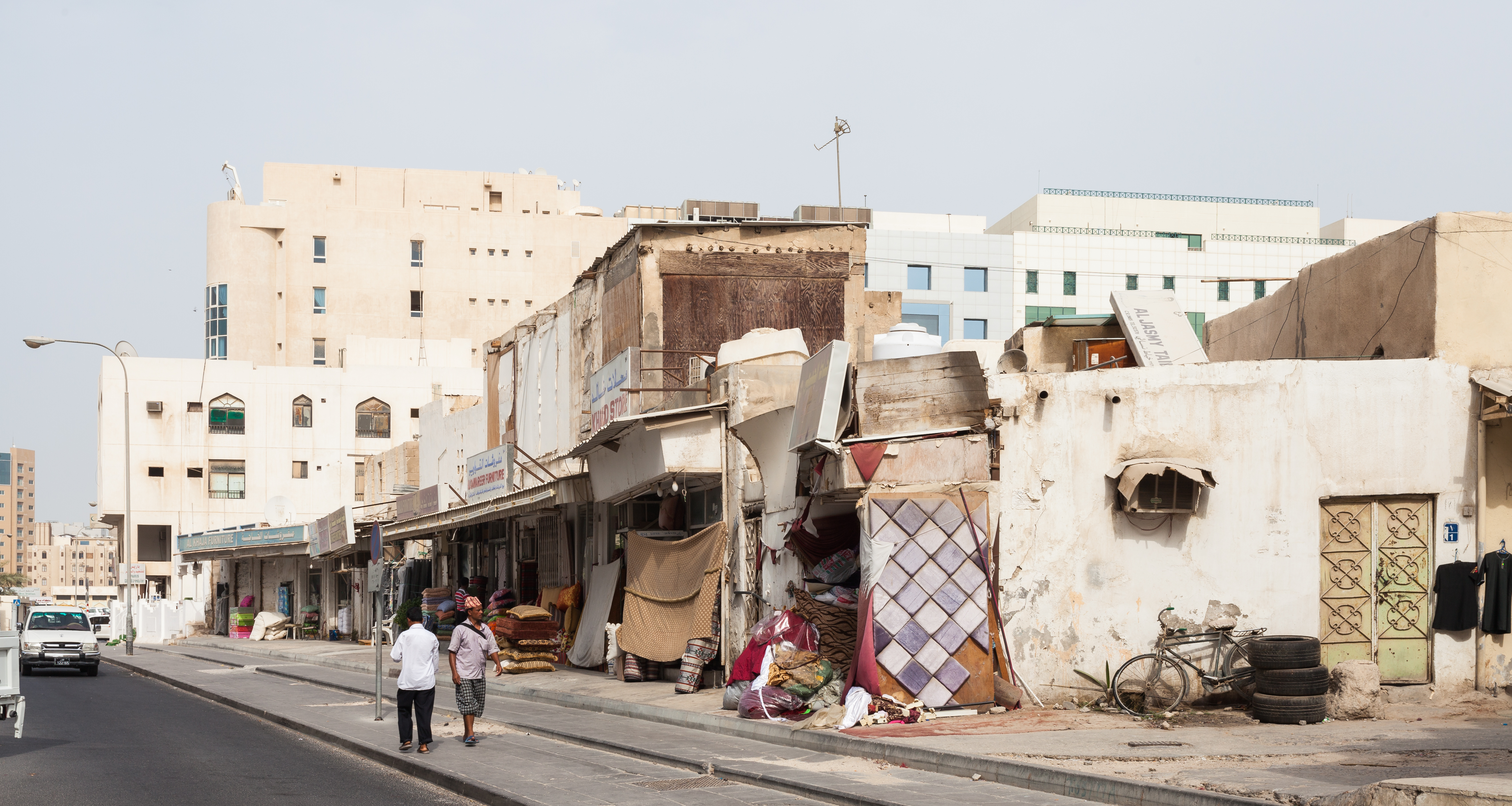
Calle Al Ahmed situada en el casco antiguo.

## Transporte
Doha ha estado experimentando una gran expansión de su red de transporte, incluyendo la adición de nuevas carreteras, la construcción de un nuevo aeropuerto, y el proyecto de construcción de un sistema de metro. Todo esto ha sido como resultado de un crecimiento masivo de Doha en un corto espacio de tiempo, lo que ha provocado una congestión en sus carreteras.

### Carreteras
Doha tiene una compleja red de carreteras compuestas principalmente de dos y tres carriles de doble calzada. Como resultado, para ser una ciudad relativamente joven, las carreteras de Doha son amplias y suelen incluir los carriles de servicio y grandes separadores centrales. Si bien tradicionalmente las rotondas se han utilizado como intersecciones en la ciudad, esto ha cambiado recientemente como resultado de la enorme carga sobre la red de carreteras de la ciudad. Muchas rotondas principales han sido demolidas y han sido reemplazadas con semáforos o pasos elevados y subterráneos. Por otra parte, muchas calles importantes de la ciudad se están convirtiendo en las carreteras con el fin de acomodar el enorme incremento del tráfico en las carreteras de la ciudad.

### Autopistas

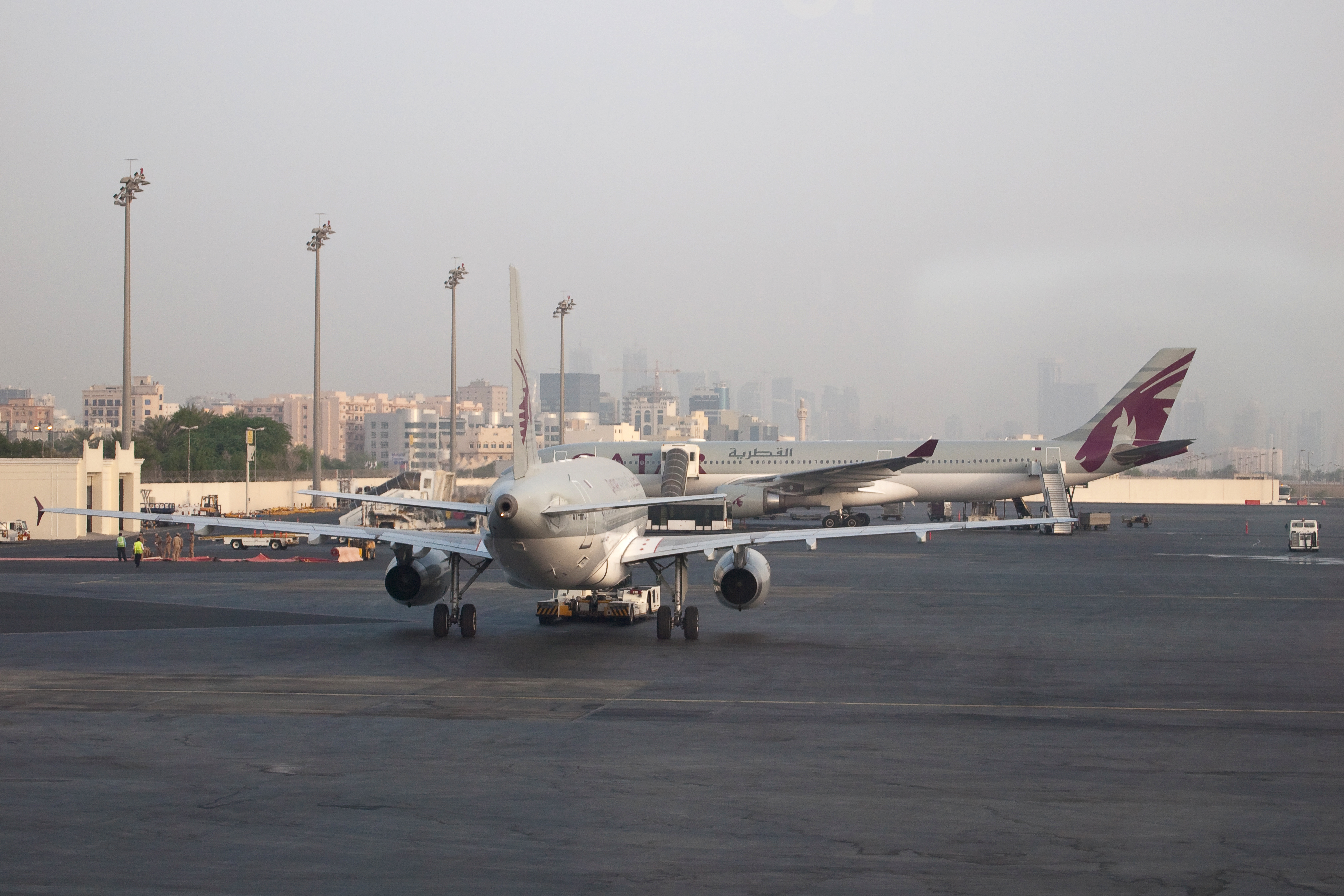
Aeropuerto Internacional de Doha.

Hay cinco autopistas principales que conectan a Doha con sus ciudades vecinas. Se trata de la carretera Dukhan al oeste de la ciudad, la calle Al-Shamal, la conexión de Doha para el norte del país, la autopista de Al-Khor, que conecta a la ciudad de Doha para el norte de Al-Khor, y la carretera Wakrah / Messaid, la conexión de Doha para el sur del país. Por último, la carretera Salwa discurre por el sur de Doha y conecta la ciudad con la frontera con Arabia Saudita al sur.
Estas carreteras están todos actualmente en fase de expansión, y se están ampliando en Doha.
- Autopista de Doha

(D-Ring Road / Al Shamal Road) La Al Shamal-Road, tradicionalmente vinculada con la Ruta D-Ring en Doha, es una calzada de tres carriles por cada lado que conecta la ciudad en un eje norte-sur. Sin embargo, como resultado de la congestión, la carretera D-Ring se está convirtiendo en una carretera principal a través de la ciudad, y su nombre ha sido cambiado a la Autopista de Doha, la conexión de Doha en su conjunto y la conexión con el norte de Doha de Catar. Se han completado varias fases de la autopista, incluyendo el puente Al Shamal, el intercambiador de referencia, el intercambiador Gharaffa y Midmac la carretera de intercambio el / Salwa.
La Al Shamal está experimentando una importante expansión en el marco del proyecto de Autopistas de Doha. La vía se está ampliando a una autopista de cuatro carriles (un total de ocho carriles) con intercambiadores importantes que servirán a los países mejor que la calzada existente de dos carriles a cada lado. Además, la nueva autopista de Doha se conectará de Doha con el puente previsto en Catar, Baréin Amistad en al-Zubarah, que conecta los dos estados del Golfo, en forma similar a la forma en la que Baréin y Arabia Saudita están conectados actualmente.
- Carretera Dukhan

La actual carretera Dukhan ha sido objeto de un proyecto de reconstrucción desde hace varios años, con la construcción de nuevos intercambiadores y la vía se está ampliando de manera significativa. En el futuro está previsto ampliar la carretera de manera que se conecta directamente en Doha a través de un sistema de pasos elevados y subterráneos, con planes para reemplazar la rotonda de inclinación, la rotonda de Markhiya, y la rotonda de la televisión, todas las rotondas principales de Doha, con pasos inferiores y pasos a desnivel.
- Carretera Salwa

La primera fase del proyecto de la autopista Salwa ya ha sido completada. Esta fase implicó la ampliación de la carretera que conecta la ciudad de Doha para el suroeste de Salwa en la frontera con Arabia Saudita, en una autopista de cuatro carriles con intercambiadores separados. El resto de la carretera Salwa se espera que sea ampliado y mejorado, desde el recientemente concluido intercambiador industrial para el paso elevado Jaidah, incluyendo la construcción de un paso subterráneo en las señales de Ramada, el más activo de Doha de la intersección del semáforo. Este proyecto no se espera que comience hasta después de la terminación de la Autopista de Doha.
- F-Ring Road

La carretera F-Ring será la carretera de circunvalación de sesiones, en Doha, y se está construyendo como parte de la red de transporte que conduce al nuevo aeropuerto internacional de Doha. La nueva carretera conectará el aeropuerto con la Corniche en el nuevo intercambiador de Ras Abu Aboud, actualmente en construcción, y contará con una nueva carretera de circunvalación sur de la carretera E-Ring.
- Autobuses

Un extenso sistema de autobuses, operados por la compañía Mowasalat propiedad del gobierno, opera actualmente en la ciudad de Doha. El sistema de autobuses cubre muchas áreas de la ciudad, y hay paradas de toda la ciudad. El sistema de autobuses es utilizado principalmente por los grupos de menores ingresos, y no atrae a muchos de los grupos de ingresos más altos en la ciudad, lo cual ha dado lugar a una mayor congestión en las carreteras de Doha, ya que la mayoría de la gente prefiere coches. Los usuarios que utilizan tarjeta de prepago deben presentar su tarjeta al abordar el bus y al descender del él; así el cobro del pasaje es solo por el tramo recorrido. En caso de no poseer tarjeta, el cobro es muy superior.
La estación principal de autobuses se encuentra en el área de zocos de la ciudad de Doha, y los servicios funcionan a todas las ciudades importantes en Catar.
- Taxis

La compañía Mowasalat opera todos los taxis en Catar, bajo su marca Karwa, con más de un millar de taxis que operan en la capital. Hay muchos taxis en la ciudad, y mientras que en el pasado surgieron dificultades en la búsqueda de taxis, debido al escaso número de taxis en las carreteras, tras la puesta en marcha de la empresa, hoy se ha convertido en un problema menor.
Las tarifas comienzan en QR4.00, y la mayoría de los taxis están bien equipados, incluyendo sedanes cómodos como el Toyota Camry y el Ford Mondeo.
Los taxis que se encuentra en el Aeropuerto Internacional de Doha también están disponibles, en la forma de Ford Freestar. Los taxis desde el aeropuerto inician sus tarifas en QR18.00.
En Doha operan numerosos taxis sin licencia. Las cifras exactas son difíciles de cuantificar, pero se cree que los taxis sin licencia son mucho más numerosos que los taxis Karwa.
- Puerto

El Puerto de Doha es uno de los mayores puertos del país, y está situado justo al lado de la Corniche de Doha. Es el principal puerto marítimo de servicio de Doha, aunque hay planes en curso para un nuevo puerto debido a la ubicación del puerto en el centro de Doha y el tráfico resultante y los problemas de contaminación. La ubicación propuesta para el puerto está cerca de la ciudad de Al Wakra, al sur del Nuevo Aeropuerto de Doha.
- Aire

Aeropuerto Internacional Hamad
Nuevo Aeropuerto Internacional de Doha en Wikimapia.

#### Aeropuerto Internacional de Doha
El Aeropuerto Internacional de Doha es el único aeropuerto internacional de Catar. Es el centro de la aerolínea Qatar Airways, y es servido por muchas líneas aéreas internacionales. Debido al rápido crecimiento del país y al de la aerolínea Catar Airways, muchos consideran el aeropuerto demasiado pequeño e incapaz de manejar adecuadamente todo el tráfico que pasa por él. Este problema fue abordado recientemente con una gran expansión que se hizo en previsión de los 15 º Juegos Asiáticos. Con el fin de acomodar el aumento del tráfico, las instalaciones del aeropuerto se han ampliado de manera significativa, incluyendo la construcción de una terminal separada dedicada a los pasajeros de primera clase y de negocios, y la ampliación de la terminal actual. Por otra parte, esta nueva sección se ha construido en el lado opuesto de la pista para manejar el tráfico de aire adicional. Estos cambios han aliviado temporalmente el problema, pero debido al pequeño tamaño del aeropuerto y el espacio limitado para la expansión, esto no ha sido suficiente para resolver definitivamente el problema de hacinamiento del aeropuerto.

#### Hamad New International Airport
El nuevo Aeropuerto Internacional Hamad se está construyendo cerca del aeropuerto existente (unos 3 km al este y a 11 del centro de Doha), y debería resolver los problemas del aeropuerto actual como la falta de espacio. La primera fase del aeropuerto deberá ser completada en abril de 2013, junto con la segunda fase, y será capaz de dar cabida a 25 millones de pasajeros al año. Sobre la terminación de la tercera fase en 2017, se espera que el aeropuerto sea capaz de manejar hasta 50 millones de pasajeros al año. El nuevo aeropuerto se encuentra más lejos de las áreas centrales de la ciudad que el aeropuerto actual, lo cual reduce el ruido y la contaminación del medio ambiente. El coste total previsto del Nuevo aeropuerto es de $ 22 mil millones. Cuando el aeropuerto esté terminado, abarcará 2200 ha. La base aérea de Al Udeid, una importante base aérea de la Fuerza Aérea de los EE. UU., está situada al sudoeste de Doha.

## Distritos

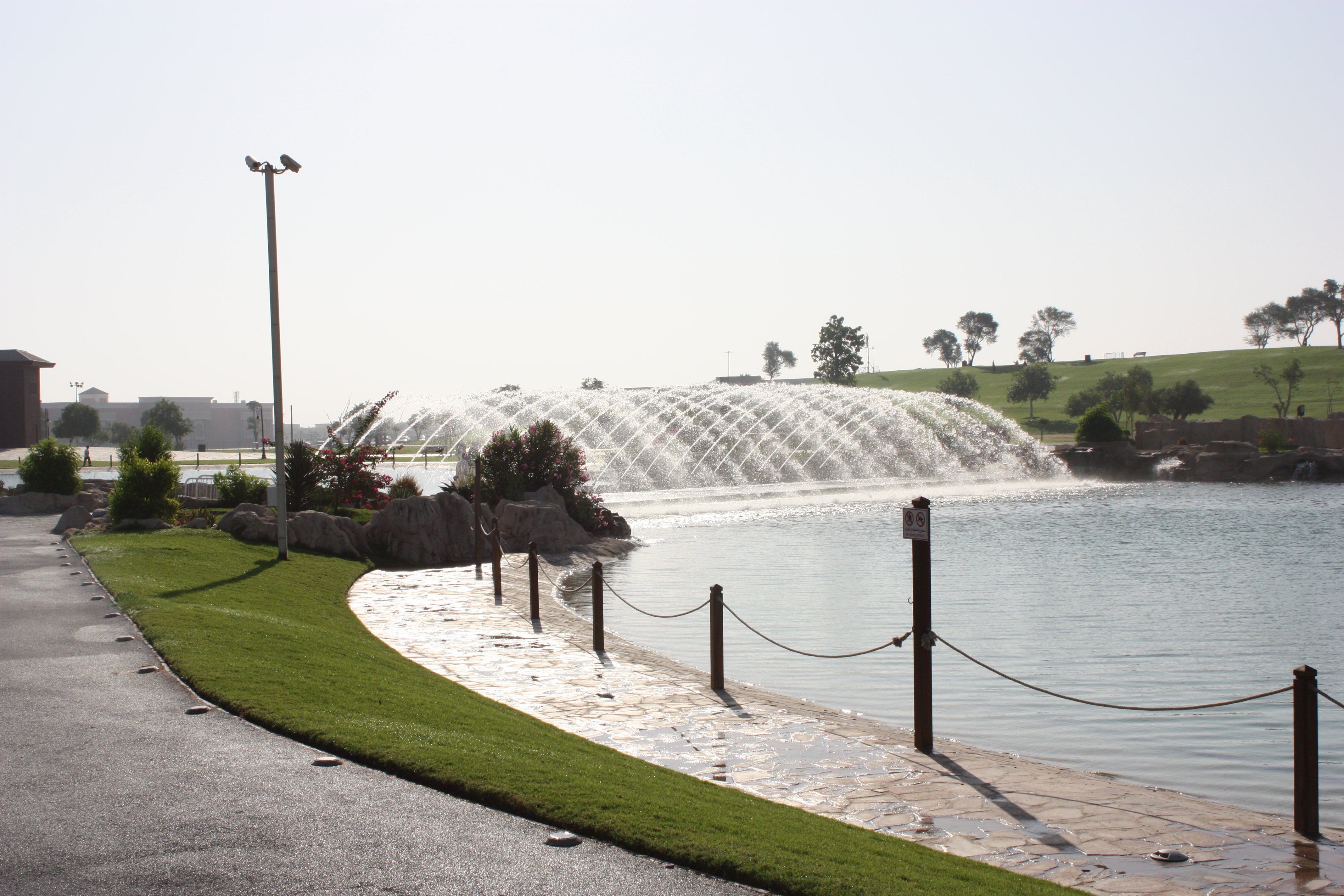
Fuente del Aspire Park.

La lista de los distritos más destacables de Doha:
| - Al Bida البدع - Bin Mahmoud فريج بن محمود - Al Dafna الدفنة - Al Hilal الهلال - Madinat Khalifa مدينة خليفة - Al Masoura] المعمورة - Al Markhiya المرخية - Al Nasr النصر | - Old Airport المطار القديم أو المطار العتيق - Onaiza عنيزة - Qutaifiya القطيفية - Ras Abu Aboud راس أبو عبود - Al Sadd السد - Rumeilah الرميلة - Al Waab الوعب - Wadi Al Sail وادي السيل - West Bay الخليج الغربي |

## Educación
La educación ha sido un foco importante del gobierno de Catar en los últimos años. Además de la Universidad de Catar, establecida en 1973, el gobierno ha solicitado otras universidades para establecer escuelas en Doha, sobre todo en Ciudad de la Educación.
La Ciudad de la Educación es uno de los proyectos principales de la organización sin ánimo de lucro: la Fundación de Catar para la Educación, la Ciencia y la Comunidad para el Desarrollo. También ha puesto en marcha la Cumbre Mundial de Innovación para la Educación, EI, un foro global que reúne actores de la educación, líderes de opinión y tomadores de decisiones de todo el mundo para discutir temas educativos. La primera edición se celebró en Doha del 16 al 18 de noviembre de 2009.
Un jugador clave en el campo de la educación en Catar es el Consejo Superior de Comunicación y Tecnologías de la Información ictQATAR. A través de su programa de educación, ictQATAR reúne el poder de la educación y las TIC en Catar.
Doha es también la sede de muchas escuelas internacionales establecidas para las comunidades de expatriados, con docenas de diferentes escuelas privadas que actualmente operan en la ciudad, tales como:
Escuelas dentro y alrededor de Doha:
- Doha Academy
- International School of Doha
- El Colegio Americano de Doha
- Lebanese School
- ISL Qatar
- Doha School
- Escuela Secundaria DeBakey para Profesiones de la Salud en Catar
- HEC Paris in Qatar
- Qatar Canadian School
- Phillippine School
- Escuela de Bangladés MHM Alto y Colegio, Doha, Catar
- MES Indian School
- India DPS-Escuela Moderna, Doha, Catar
- Indian School Ideal
- Escuela de Doha India moderna
- La Escuela de Cambridge (Doha)
- Escuela Internacional de Newton
- Shantiniketan Indian School (Wakra)
- Universidades / institutos superiores en Educación de la Ciudad
- Universidad de Virginia Commonwealth
- Weill Cornell Medical College en Catar
- Texas A & M University en Catar
- Universidad Carnegie Mellon en Catar
- Georgetown Escuela Universitaria de Servicio Exterior en Catar
- Universidad de Northwestern en Catar

Otras Universidades / universidades alrededor de Doha:
- Universidad de Catar: Abrió sus puertas en 1973
- North Atlantic college
- CHN Universidad
- Universidad de Calgary
- Catar: Academia de Liderazgo (Fuera de la ciudad de Jor)

### Museos
- Museo Nacional de Catar, ubicado en un palacio construido en 1912 como residencia del dirigente local, fue inaugurado en 1975. Actualmente está cerrado y comenzada la construcción de un nuevo edificio que lo albergue.

- Museo de Arte Islámico, obra del arquitecto estadounidense Ieoh Ming Pei, abierto en 2008.

## Deportes
En 2006 fue sede de la 15.ª edición de los Juegos Asiáticos. Fue ciudad aspirante a organizar los Juegos Olímpicos de 2016, aunque quedó descartada en primera ronda. En el 2010 fue designada sede para el Campeonato Mundial de Atletismo en Pista Cubierta de 2010.
En 2010 fue designada para ser sede del partido de fútbol Argentina-Brasil, realizado el 17 de noviembre de 2010. En 2022 fue sede del primer mundial de fútbol en un país árabe, la Copa Mundial de Fútbol de 2022.

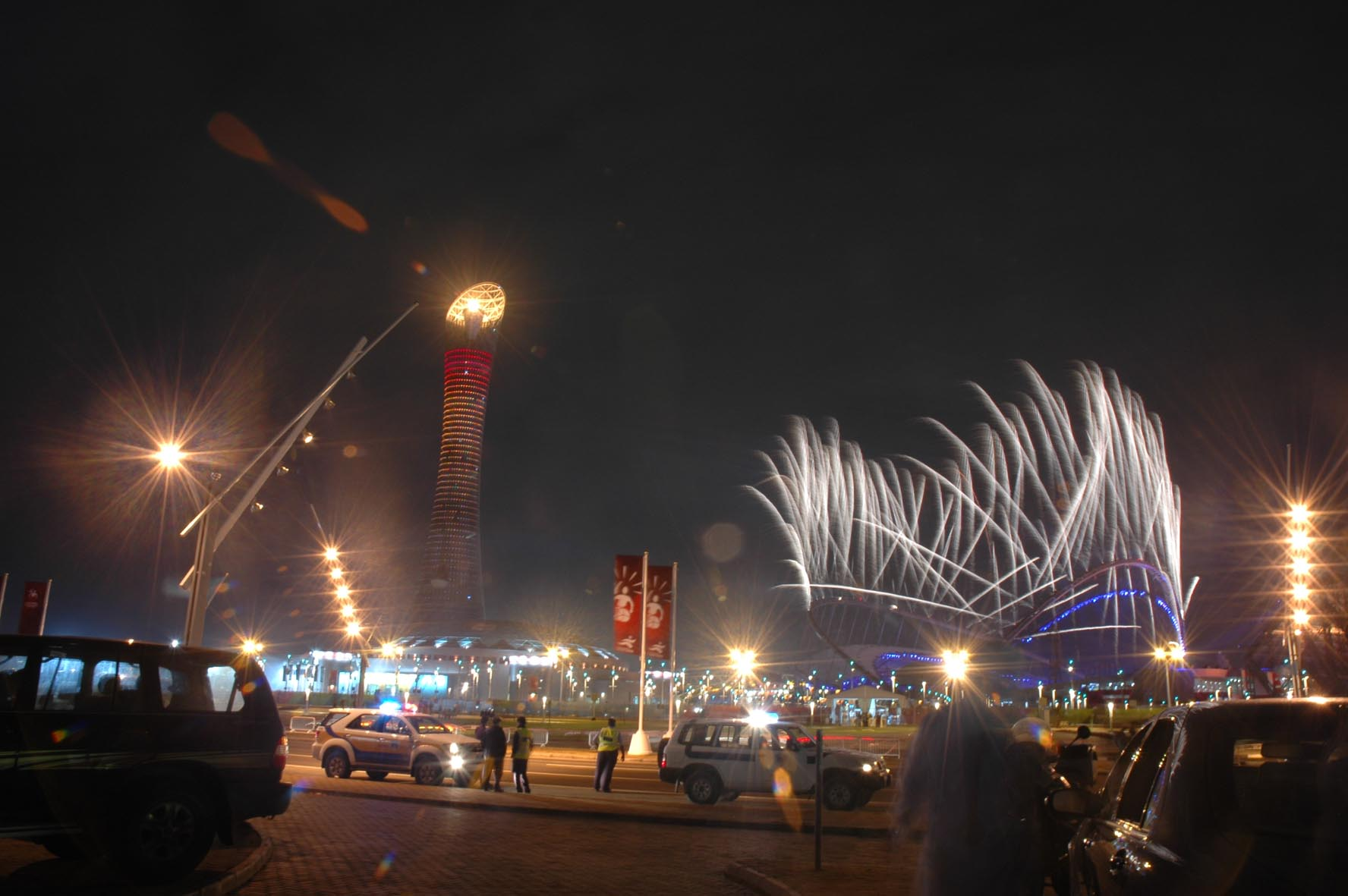
Vista de la Ciudad Deportiva de Doha durante los Juegos Asiáticos de 2006.

Doha alberga el Circuito Internacional de Losail donde da comienzo la temporada mundial de motociclismo (MotoGP) desde 2004. El circuito está localizado a 20 kilómetros al norte de Doha.

## Hermanamiento entre ciudades
- Argel, Argelia.
- Amán, Jordania.
- Brasilia, Brasil.
- Marbella, España.
- Pekín, China.
- Port Louis, Mauricio.
- Stratford-upon-Avon, Reino Unido.
- Trípoli, Libia.
- Mazatlán, México.

| Predecesor: Durban     | Sede de las Conferencias de las Naciones Unidas sobre el cambio climático 2012 | Sucesor: Varsovia |
| Predecesor: Phnom Penh | Sede de las Sesiones del Comité del Patrimonio de la Humanidad 2014            | Sucesor: Bonn     |